# Sterling Holloway
Sterling Price Holloway Jr. (ur. 4 stycznia 1905, zm. 22 listopada 1992) – amerykański aktor charakterystyczny. Wystąpił w 150 filmach i programach telewizyjnych. Był także aktorem głosowym. Współpracował z wytwórnią Walta Disneya. Był znany jako głos Kubusia Puchatka w latach 1966–1974, kota z Cheshire w Alicji w Krainie Czarów, a także węża Kaa w Księdze dżungli.

## Filmografia
- American Madness'' (1932)
- Blonde Venus (1932)
- Faithless (1932)
- Rockabye (1932)
- Lawyer Man (1932)
- Hard to Handle (1933)
- Blondie Johnson (1933)
- Fast Workers (1933)
- Hell Below (1933)
- Elmer, the Great (1933)
- Picture Snatcher (1933)
- Adorable (1933)
- International House (1933)
- Gold Diggers of 1933 (1933)
- Professional Sweetheart (1933)
- When Ladies Meet (1933)
- Wild Boys of The Road (1933)
- Dancing Lady (1933)
- Advice To The Lovelorn (1933)
- Going Hollywood (1933)
- Alicja w Krainie Czarów (1933) – Żaba
- Tomorrow's Children (1934)
- The Cat & The Fiddle (1934)
- Strictly Dynamite (1934)
- Operator 13 (1934)
- Murder In The Private Car (1934)
- The Back Page (1934)
- Down To Their Last Yacht (1934)
- Gift of Gab (1934)
- The Merry Widow (1934)
- Girl o' My Dreams (1934)
- A Wicked Woman (1934)
- Tomorrow's Youth (1935)
- The Lottery Lover (1935)
- Life Begins At Forty (1935)
- Doubting Thomas (1935)
- I Live My Life (1935)
- 1,000 Dollars A Minute (1935)
- Rendezvous (1935)
- Palm Springs (1936)
- Career Woman (1936)
- Join The Marines (1937)
- Maid of Salem (1937)
- When Love Is Young (1937)
- The Woman I Love (1937)
- Varsity Show (1937)
- Behind The Mike (1937)
- Of Human Hearts (1938)
- Dr. Rhythm (1938)
- Held Hor Ransom (1938)
- Professor Beware (1938)
- Spring Madness (1938)
- St. Louis Blues (1939)
- Nick Carter, Master Detective (1939)
- Remember the Night (1940)
- The Blue Bird (1940)
- Hit Parade of 1941 (1940)
- Street of Memories (1940)
- Little Men (1940)
- Cheers for Miss Bishop (1941)
- Meet John Doe (1941)
- New Wine (1941)
- Top Sergeant Mulligan (1941)
- Dumbo (1941) (głos)
- Look Who's Laughing (1941)
- Don't Get Personal (1942)
- The Lady Is Willing (1942)
- Bambi (1942) (voice)
- Iceland (1942)
- Here We Go Again (1942)
- Star Spangled Rhythm (1942)
- The Three Caballeros (1944) (głos)
- Wildfire (1945)
- A Walk in the Sun (1945)
- Make Mine Music (1946) (głos)
- Death Valley (1946)
- Sioux City Sue (1946)
- Her Wonderful Lie (1947)
- Trail to San Antone (1947)
- Twilight on the Rio Grande (1947)
- Saddle Pals (1947)
- Robin Hood of Texas (1947)
- The Beautiful Blonde from Bashful Bend (1949)
- Alicja w Krainie Czarów (1951) – kot z Chesire (głos)
- Ben and Me (1953) (głos)
- Kentucky Rifle (1956)
- Shake, Rattle & Rock! (1956)
- Alakazam the Great (1960) (głos)
- The Adventures of Huckleberry Finn (1960)
- My Six Loves (1963)
- It's a Mad, Mad, Mad, Mad World (1963)
- Batman (1966) (sceny usunięte)
- Księga dżungli (1967) – Kaa (głos)
- Live a Little, Love a Little (1968)
- The Aristocats (1970) Roquefort the Mouse (głos)
- Cries (1975) (dokument) (narrator)
- Super Seal (1976)
- Won Ton Ton, the Dog Who Saved Hollywood (1976)
- The Many Adventures of Winnie the Pooh (1977) (głos)
- Thunder & Lightning (1977)